# Mehmet Esat Bülkat
|  | Dieser Artikel oder Abschnitt wurde wegen inhaltlicher Mängel auf der Qualitätssicherungsseite der Redaktion Geschichte eingetragen (dort auch Hinweise zur Abarbeitung dieses Wartungsbausteins). Dies geschieht, um die Qualität der Artikel im Themengebiet Geschichte auf ein akzeptables Niveau zu bringen. Dabei werden Artikel gelöscht, die nicht signifikant verbessert werden können. Bitte hilf mit, die Mängel dieses Artikels zu beseitigen, und beteilige dich bitte an der Diskussion! |

Mehmet Esat Bülkat (geb. 18. Oktober 1862 in Ioannina, Osmanisches Reich; gest. 2. November 1952 in Istanbul) war ein türkischer General und Politiker.

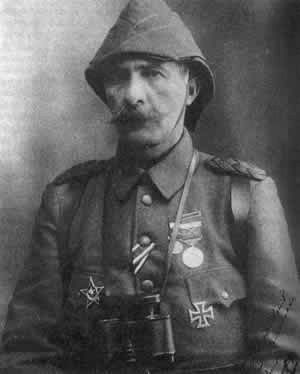
Mehmed Esad Pascha

## Leben
Bülkats Familie stammte aus Albanien und gehörte der Oberschicht seiner Heimatstadt an. Seinen eigenen Angaben zufolge war Stammvater der Familie der aus Taschkent stammende Mehmet Kaçı, der sich 1456 in Saloniki niederließ. Bülkats Vater, Mehmet Emin Efendi, war ein angesehener Kaufmann und Grundbesitzer. Seine Mutter, Fatma Zehra Hanım, war die Tochter eines lokalen Notabeln.
Bülkat erhielt seine erste Ausbildung in einer traditionellen islamischen Schule. Im Alter von zwölf Jahren wurde er an die Militärschule in Janina geschickt. Dort zeigte er großes Talent und wurde 1882 mit Auszeichnung zum Leutnant der Infanterie ernannt.

### Militärische Karriere
Bülkats erste Stationierung war in Thessaloniki, wo er dem III. Korps der osmanischen Armee angehörte. In den folgenden Jahren nahm er an mehreren Kampagnen teil, darunter der Niederschlagung des Aufstands in Kreta (1897) und dem Türkisch-Griechischen Krieg (1897).
Bülkat bewährte sich in diesen Einsätzen als fähiger und mutiger Offizier. Er wurde schnell befördert und diente im Stab des III. Korps. 1909 wurde er zum Kommandeur des 23. Infanterieregiments ernannt.
Im Ersten Balkankrieg (1912–1913) befehligte Bülkat das 23. Regiment in der Schlacht von Sarantaporos. Die osmanische Armee erlitt in dieser Schlacht eine schwere Niederlage, aber Bülkat zeichnete sich durch seine Tapferkeit und Entschlossenheit aus.
Im Zweiten Balkankrieg (1913) kommandierte Bülkat eine Brigade in der Schlacht von Kilkis-Lachanas. Die osmanische Armee errang in dieser Schlacht einen Sieg, und Bülkats Brigade spielte eine Schlüsselrolle.
Zu Beginn des Ersten Weltkriegs war Bülkat Kommandeur der 9. Division des III. Korps. Er nahm an der Schlacht von Gallipoli (1915–1916) teil und war einer der Befehlshaber der türkischen Truppen in der ANZAC-Bucht. Bülkats Division leistete den alliierten Streitkräften erbitterten Widerstand. Die ANZAC-Landung am 25. April 1915 wurde zu einem blutigen Gemetzel, und die alliierten Truppen konnten nur mit Mühe an den Stränden Fuß fassen. Bülkat wurde für seine Verdienste in der Schlacht von Gallipoli zum Generalmajor befördert. Er diente im weiteren Verlauf des Krieges an verschiedenen Fronten, darunter in Mesopotamien und Palästina.
Nach dem Ersten Weltkrieg bekleidete Bülkat verschiedene Ämter in der Türkei. 1920 war er kurzzeitig Marineminister im Kabinett des Großwesirs Hulusi Salih Pascha.
Bei der Einführung der Einführung der Familiennamen in der Türkei wählte er den Namen Bülkat.
Bülkat trat 1938 in den Ruhestand und lebte bis zu seinem Tod am 2. November 1952 in Istanbul. Er wurde mit militärischen Ehren beigesetzt.

## Vermächtnis
Mehmet Esat Bülkat gilt als einer der fähigsten osmanischen Militärkommandeure seiner Zeit. Er war für seine Tapferkeit, seine strategischen Fähigkeiten und seine Führungsqualitäten bekannt.
Bülkats Rolle in der Schlacht von Gallipoli trug dazu bei, die osmanische Armee gegen die alliierten Streitkräfte zu verteidigen und den Sieg zu erringen. Er gilt als Nationalheld der Türkei und sein Name ist bis heute in Erinnerung.